# Argyrocheila undifera
Argyrocheila undifera är en fjärilsart som beskrevs av Otto Staudinger 1892. Argyrocheila undifera ingår i släktet Argyrocheila och familjen juvelvingar. Inga underarter finns listade i Catalogue of Life.